# Zápřednice zelenavá
Zápřednice zelenavá (Cheiracanthium virescens) je pavouk patřící do čeledi zápřednicovití (Cheiracanthiidae).
Délka těla samice činí 8,4 až 9,3 mm, samce 6,5 mm. Hlavohruď je žlutohnědá, chelicery jsou červenohnědé s tmavšími konci. Zadeček je vejčitý, šedozelený s nevýraznou tmavší srdeční skvrnou v přední části. Barva nohou je proměnlivá od světle žluté po hnědou. Záměna je možná s některými dalšími nevýrazně zbarvenými druhy zápřednic, od kterých se liší absencí trnu na spodní straně holeně předních nohou.
Jedná se o palearktický druh, rozšířený v západní a střední Evropě a střední Asii. V České republice se jedná o téměř ohrožený druh; vyskytuje se vzácně, roztroušeně však po celém území, zejména v teplejších oblastech a nížinách.
Pavouk se vyskytuje pod kameny nebo a v nízké vegetaci ve vřesovištích, v suchých či písčitých oblastech v osluněných biotopech. Běhen dne obvykle zůstává ukrytý v zapředené komůrce pod kameny či kusy dřeva, aktivní je za soumraku a v noci. S dospělci se lze setkat hlavně na konci jara a na začátku léta, někteří jedinci dospívají také na podzim.